# Famille Goybet
La famille Goybet est une famille française originaire de Savoie.
La branche aînée, subsistante, compte parmi ses membres quatre généraux, dont trois 
généraux de division
et un contre-amiral.
La branche cadette anoblie en 1758 s'est éteinte en 1783, elle donna un intendant du Chablais, Faucigny, Genevois et Gaillard.

## Histoire

### Origine
La famille Goybet est originaire de Méthenod (Meythenod), dans l'actuelle commune de Meyrieux-Trouet, en Savoie où elle est connue avec Michel Revardel dit Goybet. Son fils Jehan, marié à Louise Sauccaz, est notaire à Truel. Il teste en 1646. Son petit-fils, Charles Revardel dit Goybet, épouse à Trouet en 1641 Françoise de Goy, dont la famille est originaire d'Yenne, dans le duché de Savoie.
Pierre Gentil auteur de  L'Honneur de servir (1997), indique pour sa part que la famille Goybet remonterait sa filiation à un certain Michel Revardel, serf, puis homme lige et franc, mort en 1410. Les Revardel seraient affranchis en 1441,,[réf. à confirmer].
La famille Revardel adopte définitivement le nom de Goybet au XVIIe siècle et se répartit en deux branches :
- une branche aînée subsistante, issue de Gaspard Goybet (1663-1708), fils de Charles Revardel dit Goybet et de Françoise de Goy. Il est l'auteur de toute la famille Goybet subsistante. Abandonnant la charge notariale en 1750, pour le commerce et l'industrie, la famille Goybet se fixe dans la commune de Yenne, dans l'Avant-pays savoyard, frontalière du royaume de France.
- une branche cadette anoblie en 1758 par le duc de Savoie, issue de maitre Marc Goybet , châtelain de Centagnieu, fils de Charles Revardel dit Goybet et de Françoise de Goy et qui fut le père de noble Claude François Goybet. Cette branche s'est éteinte en 1783 à la mort de Jacques François Goybet, fils de Claude François Goybet, resté sans postérité.

La famille Goybet est mentionnée dans le tome III  de l’Armorial et nobiliaire de l'ancien duché de Savoie du comte Amédée de Foras, pour faire l'objet d'une notice dans un supplément d'édition qui ne vit pas le jour à la suite du décès de l'auteur.

### Branche aînée subsistante
La branche aînée est issue de Gaspard Goybet (1663-1708), notaire et châtelain de Meyrieux et Verthemex, épouse Anne Courtois d'Arcollières (1694). Alliance avec la Famille de Montgolfier en 1822. Dans Leur descendance se trouvent des notaires et de châtelains aux XVIe et XVIIe siècles, puis ils se consacrent au commerce et à l'industrie, avant, d'être connus au milieu du  XIXe et au  XXe siècle pour leur engagement militaire ( 4 Officiers généraux, 3 officiers supérieurs).
Une des figures historique est le  général  Mariano Goybet. Il dirige la 157e Red Hand Division (Division main rouge) lors de la Première Guerre mondiale et prend la ville de Damas en 1920 après la Bataille de Khan Mayssaloun.
La branche aînée compte plusieurs générations de légionnaires, c'est pourquoi elle est membre de l'AHH.

### Branche cadette éteinte

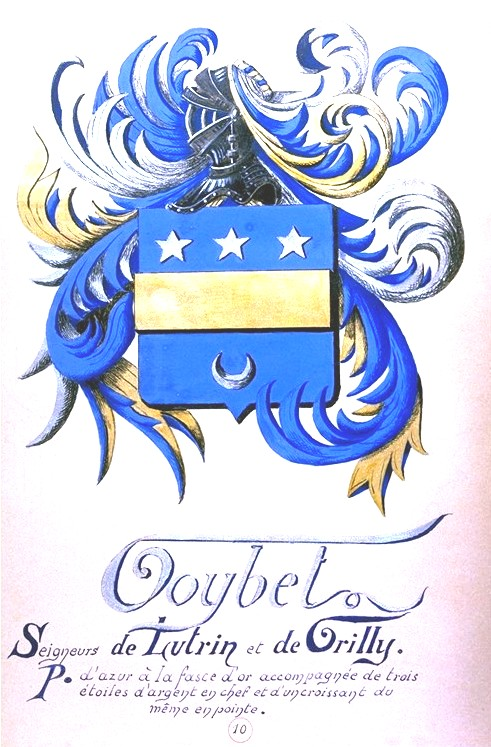
Armes de la branche cadette, relevées par la branche aînée subsistante

La famille Goybet est mentionnée dans le tome III  de l’Armorial et nobiliaire de l'ancien duché de Savoie du comte Amédée de Foras, pour faire l'objet d'une notice dans un supplément d'édition qui ne vit pas le jour à la suite du décès de l'auteur. Le blason a été repris par Mariano Goybet, passionné d'héraldique, et par sa descendance. Mariano Goybet a publié un livre enluminé sur la famille Goybet.
Cette branche  porte :  D'azur à la fasce d'or cousu de 3 étoiles d'argent en chef et d'un croissant du même en pointe et sa devise est : Quo cunque vocer (J'irai là ou l'on m'appelle),.
Cette branche cadette de la famille Goybet a été anoblie en 1758. Elle est représentée par  Claude-François Goybet (1680-1759), originaire de Thonon. Ce dernier est un officier civil de l'administration savoyarde, dans le royaume de Sardaigne. Avocat au sénat de Savoie dès 1702, il est nommé intendant du Genevois et du bailliage de Ternier en 1733,, puis intendant du Chablais en 1749,. Il a acheté la seigneurie de Lutrin en 1733 au comte François de La Fléchère. Il prend sa retraite d'intendant en 1756.
Cette branche s'est éteinte en 1782 avec noble Pierre-Gabriel Goybet de Grilly et de Lutrin, officier, petit fils de Claude-François Goybet,.

## Filiation
- Michel Revardel dit Goybet[15], vivait à Méthenod et mourut avant 1633. Il est le fils de Guillaume Revardel qui fit une reconnaissance féodale en faveur d'André de Seyssel, seigneur de Choysel, le 13 février 1528,  et petit fils de Michel Revardel, affranchi, "reconnu liège et franc" de dame de Paladru en 1441. Michel Revardel dit Goybet eut trois enfants : Jehan Claude, Claude et Jehan, auteur de la famille Goybet.
  - Jehan Claude Revardel dit Goybet, mort avant 1633, fut grand vicaire.
  - Maitre Claude Revardel dit Goybet, s'installe à Yenne et y mourut en 1619, châtelain de Centagnieu (1586-1589), de Rubod (1600, 1610), d'Yenne (1601, 1605), notaire, il épouse Gasparde Pardey, sept enfants[15], dont :
    - Maitre Claude Revardel dit Goybet, notaire à Yenne (1603-1646)[16], curial de Yenne (1633-1663), de La Balme avant 1660, marié à Marguerite de La Tour dont huit enfants, nés à Yenne et qui gardent le nom de Revardel. Son fils, Maitre Marc Antoine Revardel (1639-1682), sera curial de Yenne et de la Balme. Son petit fils, Prudent Revardel (1671-1739) est châtelain de Yenne (1698-1715).

  - Maitre Jehan Revardel dit Goybet, châtelain de Centagnieu et notaire ducal (1638-1646), épouse Louise Sauccaz, trois enfants[15], dont :
    - Maître Charles Revardel dit Goybet, vécut à Trouet et y mourut en 1677, notaire ducal à Trouet (1641-1660), châtelain de Centagnieu  (1649-1660). Il épouse Françoise du Goy (1617-1688). Ils eurent dix enfants[17], dont :
      - Maître Marc Goybet, à l'origine de la branche cadette anoblie en 1758 et éteinte en 1783, père de Claude François Goybet anobli en 1758.
      - Gaspard Goybet, à l'origine de la branche subsistante[17].

### Branche aînée
La généalogie de la branche subsistante, d'après l'ouvrage de Pierre Gentil, est la suivante.
- Gaspard Goybet(1663-1708), notaire, châtelain de Meyrieux et Verthemex qui épouse Anne Courtois d'Arcollières (1694), descendante de l'archer du roi, Étienne Courtois d'Arcollières[19],[20], 3 enfants.
  - Joseph Goybet, notaire de Challières (1723-1750), châtelain des marquisats de Yenne et de Chevelu[21], épouse Gabrielle Delylye (1715), fille du notaire de Challières dont il prit la suite (1 enfant), puis Jacqueline Gache en 1721 (cinq enfants dont louis François qui suit et  Alexis qui suivra), puis en 1728 sa cousine Gabrielle Joubert (six enfants).
    - (2) Louis François Goybet mourut avant 1786, châtelain de Yenne, notaire à Yenne (1752-1784)[16]. Il épouse, le 3 Juin 1747 (contrat du 26 avril,Dauteville notaire), Claudine Belly née le 4 août 1730 de Prudent et Marguerite de Bavoz[22].
    - (2) Joseph (II) (feu Alexis) Goybet (1724-1791), notaire à Yenne (1767-an VIII)[16], marchand (Regrettiers de la paroisse de Saint-Paul-sur-Yenne), conseiller de la communauté[23], vice-châtelain de Yenne (1771-1782)[24]. Il épouse le 15 février 1746 (contrat du 18 janvier) Jeanne Belly (1727-24 germinal an V), fille de Prudent Belly (1696-1785) et Marguerite de Bavoz (1701-1738)[25], 14 enfants[24].
      - Joseph Goybet (1746-1799), notaire royal (1767 à l'an VIII), châtelain du marquisat de Yenne (1771-1782)[24], épouse Françoise Andrevon, 6 enfants.
      - Louise Goybet  (1753-1827), épouse Dominique Dullin (1740-1810) en 1768, arrière grand mère de Charles Dullin (1885-1949)[26].
      - Charles Goybet (1759-1846), négociant à Lyon ou il fait une certaine fortune ; il achète le domaine de Volontaz à Charles Belly et testa le 15 Août 1846[24]. Bienfaiteur de sa famille et de la ville de Yenne, il légue Volontaz à son petit neveu Charles Goybet. Il épouse Eugénie Rondin en 1772 (sans postérité)[27],[24].
      - Pierre Goybet (1750-1831), négociant, premier maire de la ville de Yenne en Savoie (an IV à 1815[28]), épouse à Lucey en 1785 Emmanuelle Piollet (1760-1810), 2 enfants.
        - Antoine Goybet (1787-1867), maire de Yenne de 1836 à sa mort, épouse en 1817 Élisabeth Piollet, fille de Pierre (docteur en médecine)[29],[30], chevalier de l'ordre impérial de la Légion d'honneur (1864) et des Saints-Maurice-et-Lazare[31].
          - Louis Alexis Goybet (1820-1884), conseiller à la cour. Sa fille Marguerite Goybet (1878-1959), épouse en 1902, Henri Pierre Adophe Marcel Putz (1874-1959), fils du général Henry Putz et frère du général Gabriel Putz[32], lieutenant-colonel d'infanterie, chevalier de la Légion d'honneur[33] dont Gabriel Putz (1904-1957), colonel d'infanterie, commandeur de la Légion d'honneur, Maurice Putz (1914-1986), capitaine de vaisseau[34], chevalier de la Légion d'honneur. Ce dernier est le père de Hubert Putz (1945-), contre-amiral[35], officier de la Légion d'honneur, commandant du sous-marin nucléaire Le Redoutable[36], membre de l'AHH[37].
          - Charles Goybet (1825-1910), général de division, grand officier de la Légion d'honneur, inspecteur général de la cavalerie (campagne d'Italie, Crimée 1855, guerre de 1870)[38].
          - Pierre Luc Goybet (1828-1896), avocat à la Cour, monarchiste catholique, conseiller général de la Savoie[39].
          - Laurent Goybet (1833-1912), conseiller de préfecture à Nice, grand-juge à Monaco, chevalier de l'ordre impérial de la Légion d'honneur et des Saints-Maurice-et-Lazare[40].

        - Alexis Goybet,(né à Yenne-1786-1854) fils de pierre Goybet et frère d'Antoine, négociant à Lyon [41], marié à Lyon le 18 Juin 1822 à Louise Marie Jeanne de Montgolfier, cousine de Marc Seguin, fille de Michel de Montgolfier et de Louise Millanais de La Salle[42],[43], petite fille d'Augustin-Maurice de Montgolfier (1741-1788), enfant d'anne Duret et de pierre de Montgolfier, anobli par louis XVI, père des inventeurs joseph et Étienne de Montgolfier [44].
          - Pierre Jules Goybet (1823-1912), industriel en Espagne, membre du conseil supérieur de l'industrie en Espagne, directeur de l'école de la Martinière[45] à Lyon[42],[46],[47]. Il épouse, en 1857, Marie Bravais[48], fille du médecin botaniste Louis-François Bravais (1800-1843) et de Constance Odoard, nièce du physicien Auguste Bravais. Études au collège des Jésuites de Fribourg, puis emmené à 16 ans par son oncle Augustin de Montgolfier dans son usine de Torero, près de Saragosse qui introduisait la fabrication du papier en Espagne[49]. Il dirige ensuite une entreprise de construction de machine à vapeur près de cette même ville. Nommé chevalier et membre du conseil supérieur de l'industrie, il reçoit le grade de lieutenant d'artillerie dans la milice. Il rentre en France en 1862 et reste quelque temps à Annonay puis est nommé principal de l'École professionnelle de la Martinière à Lyon où il demeure 16 ans. Châtelain du domaine de la Martinière, acquis en 1878 à Traize (Savoie)[50]. Père de trois fils (Mariano, Henri et Victor) et deux filles[51],[41].
            - Mariano Goybet (1861-1943), général de division, grand officier de la Légion d'honneur[52]. commandant le 333e R.I. (Français) et les 371e et 372e RI des États-Unis provenant de la  93e Division américaine. Il s'agit de l'offensive Meuse Argonne en 1918. Première guerre mondiale[53] ».

Il épouse le 1er juillet 1887 Marguerite Lespieau (1868-1963), sœur de Robert Lespieau (1864-1947), physicien-chimiste, académicien des sciences, fille du général Théodore Lespieau et de Clémence Theil, fille de Léon Theil, philologue, filleul de l'empereur. Son mariage lui donne 3 fils et une fille.
- - 
    - 
      - 
        - 
          - 
            - 
              - Adrien  Goybet (1889-1915), mort pour la France[55] devant Somme-Py le 6 Octobre 1915, filleul de son grand oncle Adrien de Montgolfier, adjudant, croix de guerre avec palmes, médaille militaire, champion international de ski militaire (1908). Adrien affecté au  1er régiment de tirailleurs Marocains est tué à Souain (marne), alors que son régiment attaque les lignes allemandes au Nord Ouest. Le régiment décimé, est parvenu à s'emparer de ses objectifs dans les terribles  tranchées des 'Vandales' et de 'Lubeck'[56].
              - Frédéric Goybet (1891-1914), mort pour la France[57] devant Gunsbach le 19 Aout 1914. Sergent, croix de guerre, médaille militaire[58]. Il est entré depuis 1907 au 30e bataillon de chasseurs, que commande son père. Le colonel Goybet envoie son unité à l'assaut de Gunsbach en vue de favoriser une attaque de 3 bataillons alpins sur Munster. À la suite de l'attaque victorieuse, félicitations du 20 Septembre du général Bataille au colonel Goybet. Renforcé d’un bataillon (1er Cdt d’Auzers) du 152e RI, le groupe alpin Goybet s’empare de Waldbach, le 20, et de Turckheim, le 21 août 1914[59].
              - Pierre Goybet (1887-1963), contre-amiral, commandant du croiseur Primauguet, commandeur de la Légion d'honneur[19], participe aux deux guerres mondiales, épouse sa cousine germaine Henriette Goybet en 1918, fille d'Henri Goybet, le capitaine de vaisseau, quatre enfants.
                - Pierre Adrien Goybet (1922), chef de bataillon d'infanterie de marine parachutiste, chevalier de la Légion d'honneur, croix de guerre des Théâtres d'opérations extérieurs deux étoiles d'argent, chevalier de l'ordre de l'Étoile noire, médaille commémorative 39-45 avec agrafe "E.O[19],[60],[61]. Dans le civil, directeur commercial à Lyon, puis artiste peintre à la retraite[62],[63]. Il épouse, en 1947, Yvette Tronel, fille de Louis Tronel (famille de soyeux lyonnais) et de  Marguerite Richard du Montellier[64]. Elle est sa cousine issue de germains, descendant de Philippe dit Léon Moyne (1836-1913), Agent de change.
                  - Henri Goybet (1958), attaché de direction bancaire, chasseur alpin au 27e BCA, membre de l'AHH[19]. Il contribue au livre de Pierre Gentil, concernant Mariano Goybet[65], ainsi qu'au film  The Red Hand Flag History Detectives, produit par PBS aux États-Unis en 2008, consacré au Fanion de Division de Mariano Goybet[66].

                - Claude Goybet (1925), capitaine au sein de la marine marchande[19],[67], il épouse en 1957 Claude Dumoulin, trois enfants.

            - Henri Goybet (1868-1958), capitaine de vaisseau[68].

Il participe à la campagne de Chine (1900-1901) contre les boxers comme second du Mytho. Mis dès octobre 1914 à la disposition du général Joseph Gallieni pour la défense du camp retranché de Paris; organise notamment 10 sections d'Auto-projecteurs et se distingue en 1915 au commandement de la 10e section,,. En 1918, il est chef d'état-major du vice-amiral Pierre Alexis Ronarc'h. Après guerre, il commandera la base navale de Beyrouth. Sa fille Henriette épousera son cousin germain, le contre-amiral Pierre Goybet. Il épouse Valentine Moyne  en 1876, fille de Philippe dit Léon Moyne, dont trois enfants. Décorations : commandeur de la Légion d'honneur, croix de guerre, ordre de Sainte-Anne, officier de l'ordre de l'empire britannique, médaille de Syrie et médaille de Chine.
- - 
    - 
      - 
        - 
          - 
            - Victor Goybet (1865-1947), général de division, grand officier de la Légion d'honneur[73], participe à la Première Guerre mondiale ( commandements: 95e régiment d'infanterie de ligne 
101e Régiment d'Infanterie 
 79e Brigade de Chasseurs alpins), épouse en 1892 Franceline de Blesson (1866-1942)(2 enfants), puis en 1944 Sabine Paskovitch.
              - Charles Goybet, (1898-1982), colonel, officier de la Légion d'honneur, croix de guerre (5 citations), il participe aux deux guerres mondiales ainsi qu'à la campagne de Syrie (1920-1922). Chef de bataillon, il est chef d'état-major du corps expéditionnaire français en Scandinavie[74] du général de division Audet, chef du corps expéditionnaire français en Scandinavie lors de la campagne de Norvège. Il épouse Juliette Eymard en 1935, quatre enfants.
                - Philippe Goybet né en 1939, membre de la direction générale des affaires économiques et financières de la Commission européenne[75]. Marié à Catherine Grange, journaliste, dont deux filles et un fils.
                  - Alexis Goybet, travaille pendant 16 ans dans les énergies renouvelables, Voltalia (2008) dont il est directeur des activités en Guyane (depuis 2011)[76]. Il épouse Dominique de Swert.

### Branche cadette
- Maitre Marc Goybet (décédé en 1725), châtelain de Centagnieu (1671-1675), épouse Marie Poncet, dont:
  - Noble Claude François Goybet (1680-1759), marié le 18 février 1730 avec Marie-Antoinette du Nant de Grilly (1709-1797), seigneur de Lutrin, anobli en 1758, avocat au souverain Sénat de Savoie, intendant du Chablais et Gaillard, intendant du Genevois[77],[78]. Ils ont deux enfants :
    - Noble Jacques-François Goybet (1732-1783), seigneur de Lutrin et de Grilly[79], né le 10 avril 1732, épouse Marie-Claudine de La Forest-Divonne[80], dont
      - Noble Pierre-Gabriel Goybet de Grilly et de Lutrin (1759-1782), Officier[81], mort tué d'un coup de feu au château de Châtillon, sans alliance ni postérité[13].

    - Benoîte Goybet de Lutrin de Grilly, épouse le 3 mars 1753, Pierre-Claude de La Fléchère, comte de Veyrier-Châtillon, dont postérité[82].

## Galerie

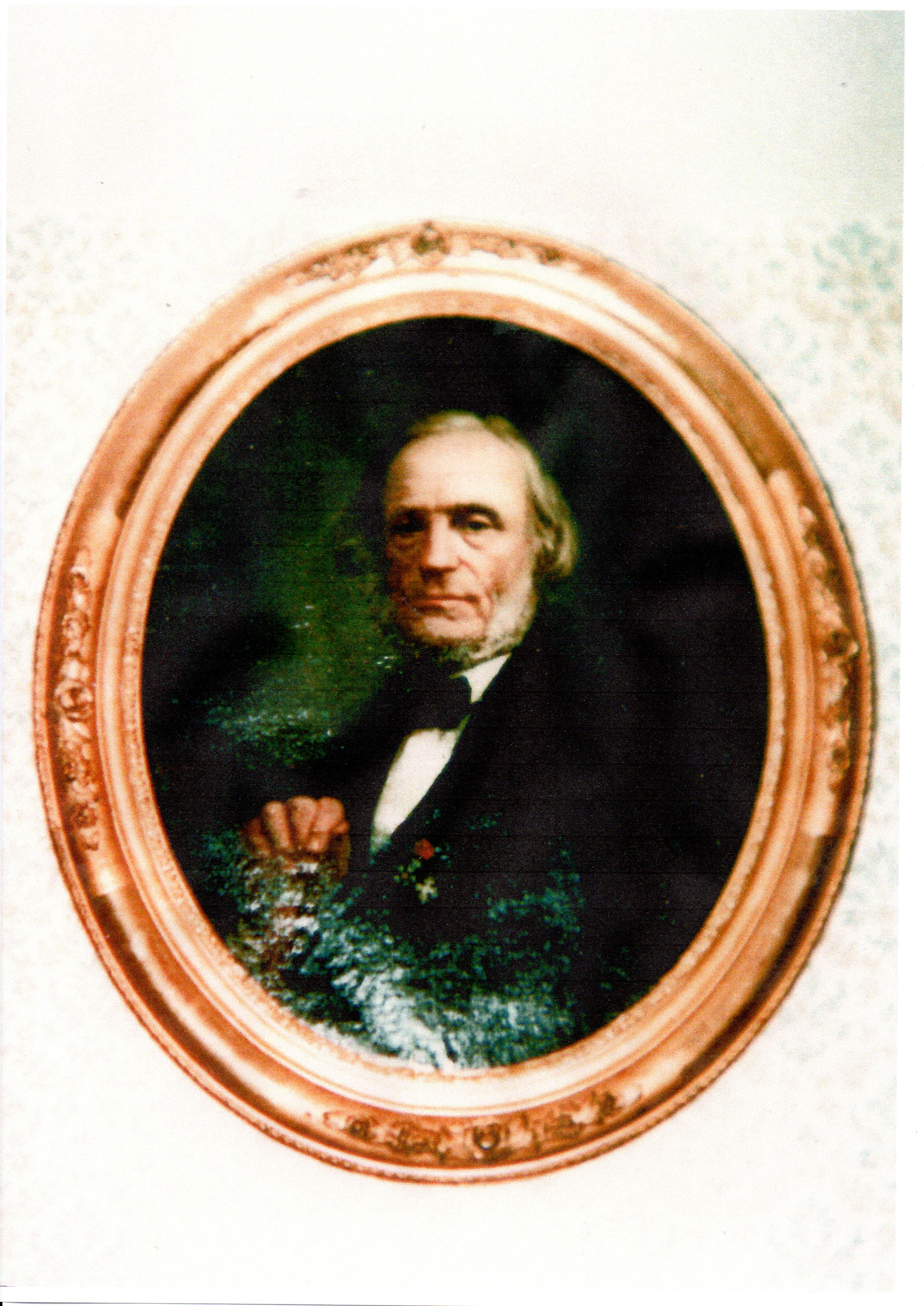
Antoine Goybet (1787-1867), Maire de Yenne, Chevalier de l'ordre impérial de la Légion d'honneur
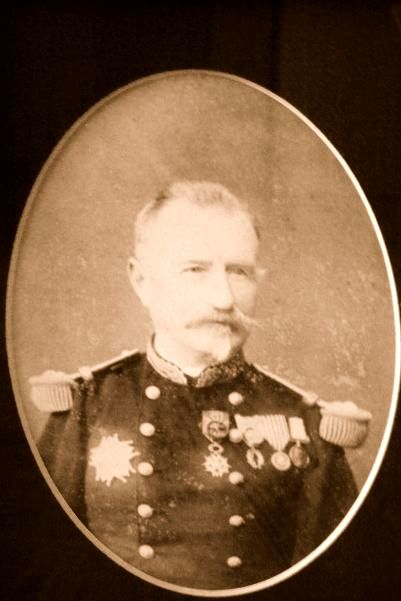
Charles Goybet (1825-1910), général, grand officier de la Légion d'honneur.
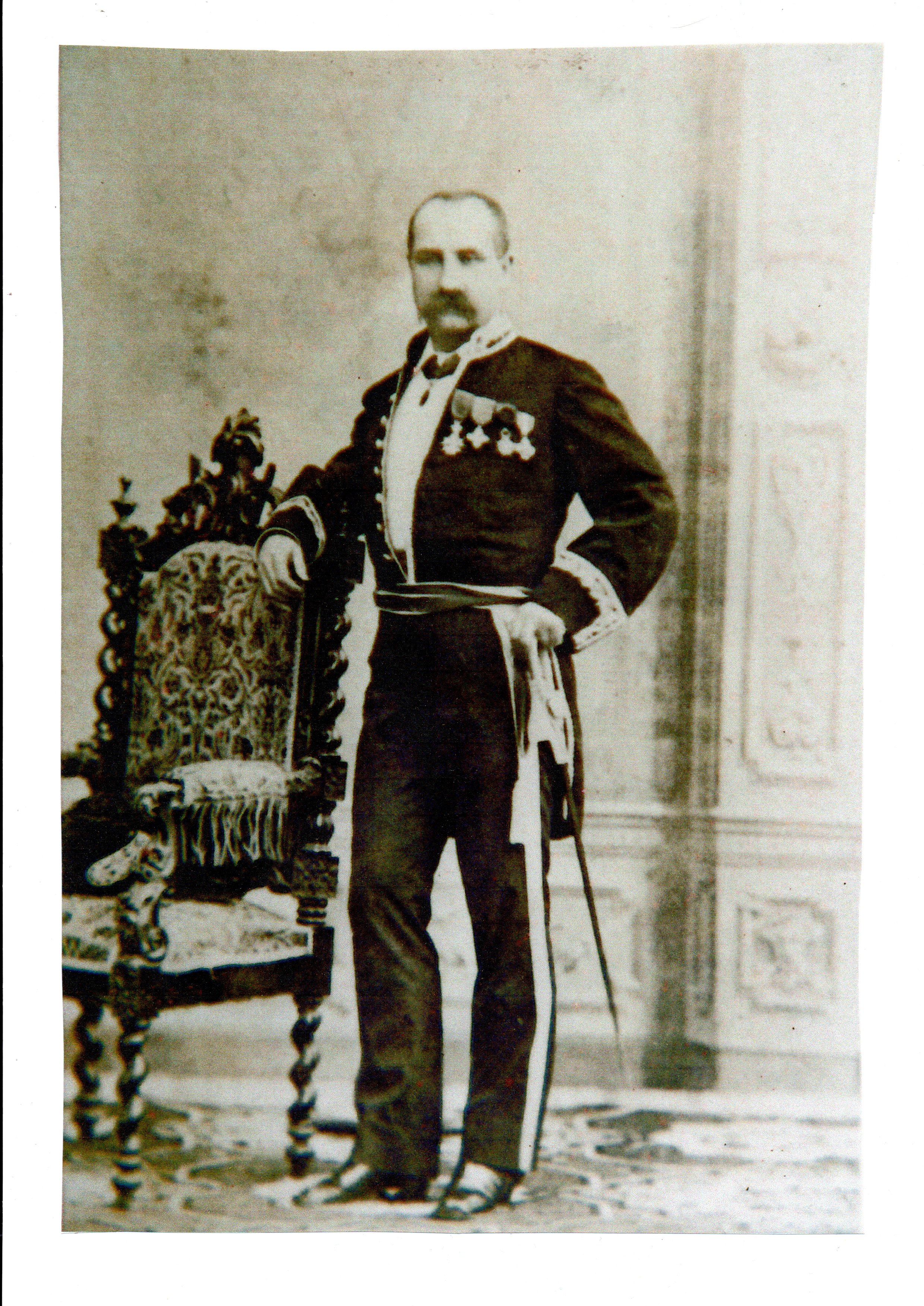
Laurent Goybet (1833-1912), grand juge à Monaco, chevalier de l'ordre impérial de la Légion d'honneur
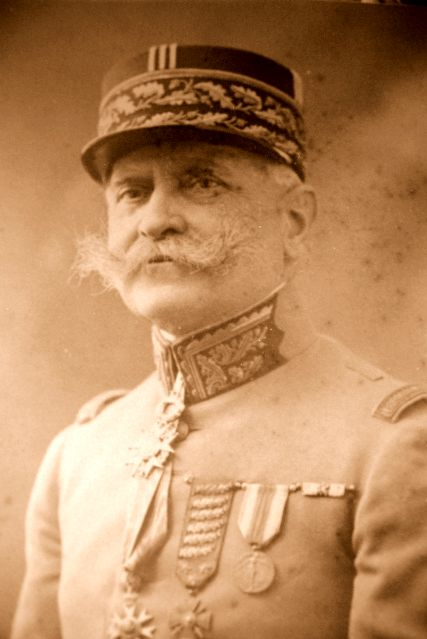
Victor Goybet (1865-1947), général, grand officier de la Légion d'honneur.
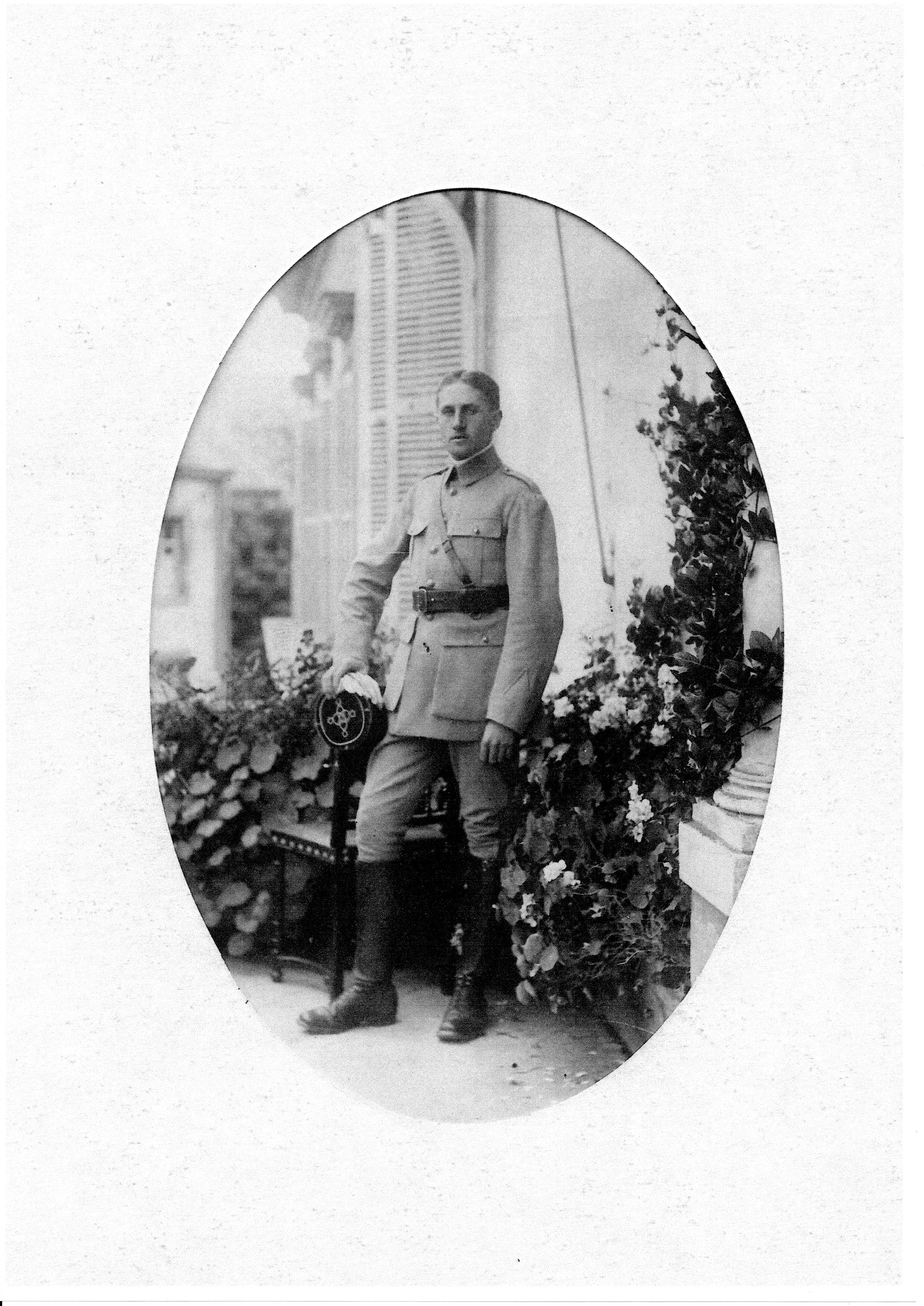
Charles Goybet (1898-1982), colonel, officier de la Légion d'honneur.
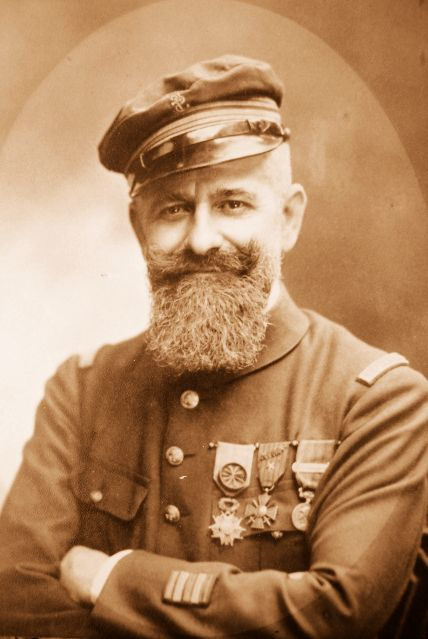
Henri Goybet (1868-1958), capitaine de vaisseau, commandeur de la Légion d'honneur.

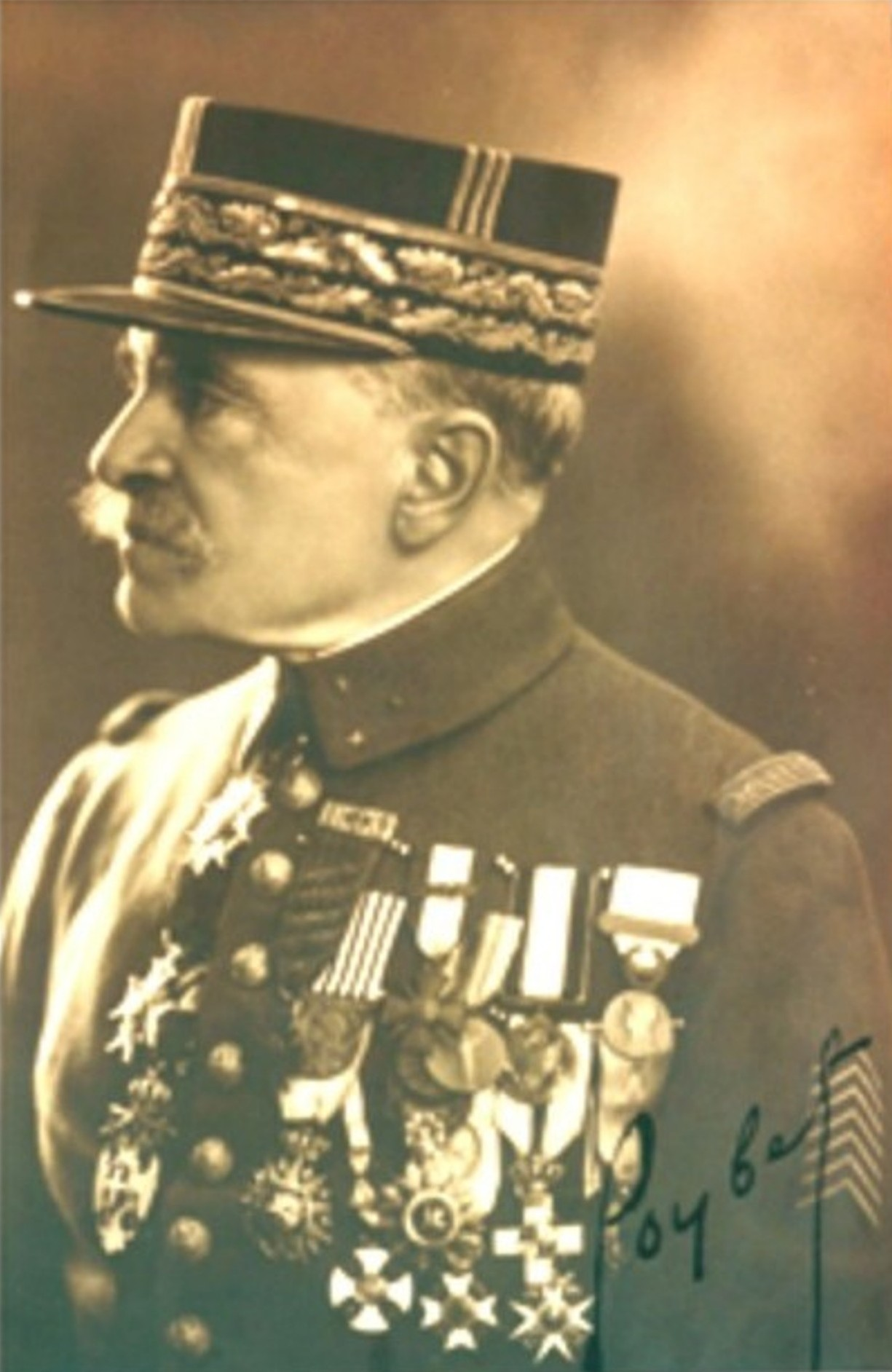
Mariano Goybet (1861-1943), général, grand officier de la Légion d'honneur. (1ère génération de Légion d'honneur)
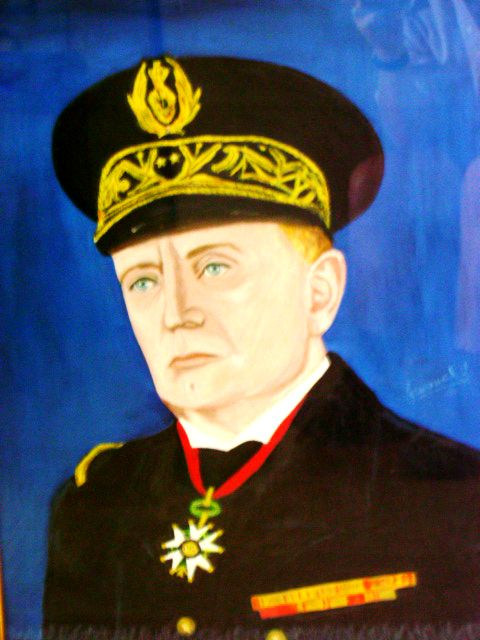
Pierre Goybet (1887-1963), contre-amiral, commandeur de la Légion d’honneur. (2ème génération de Légion d'honneur)
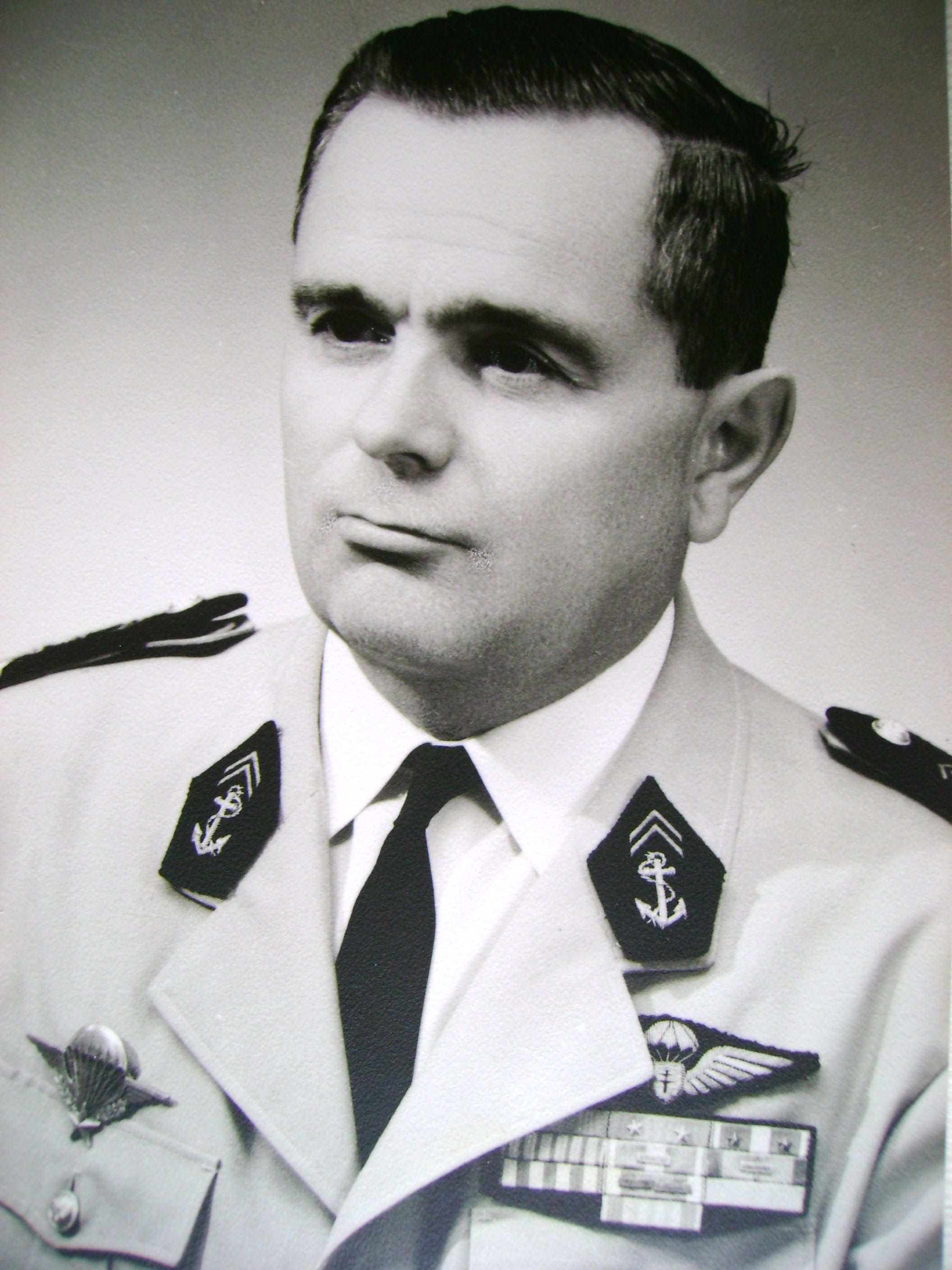
Pierre Adrien Goybet (1922), chef de bataillon d'infanterie de marine parachutiste, chevalier de la Légion d'honneur (3ème génération de Légion d'honneur)

## Alliances

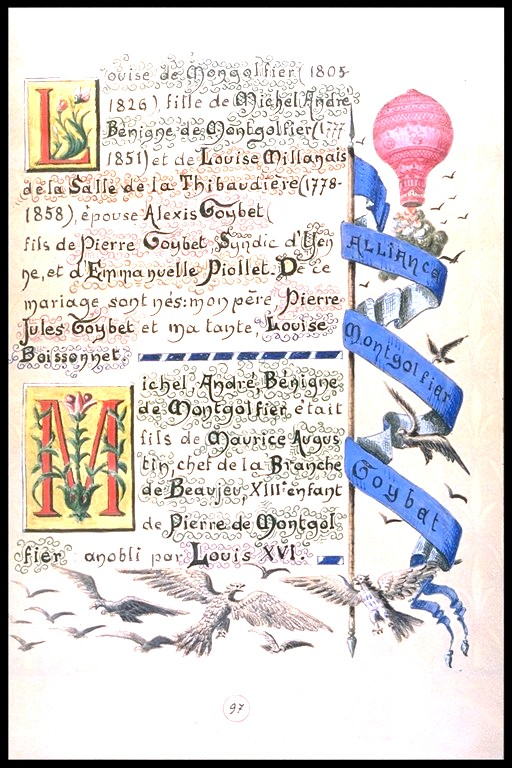
Alliance Alexis Goybet avec Louise de Montgolfier (1822). Enluminure livre de famille de Mariano Goybet

Les principales alliances de la famille Goybet sont : Pardey, de La Tour, Sauccaz, de Goy, Poncet, Courtois d'Arcollières (1694), Delylye (1715), Gache (1721), Joubert (1728), du Nant de Grilly (1730), Belly (1746), de La Forest-Divonne, de La Fléchère (1753), Dullin (1766), Piollet (1785), de Montgolfier (1822), Bravais (1857), Moyne (1876), Lespieau (1887), de Blesson (1892), Jaillard (1893), Putz (1908), Eymard (1935), Raoult (1941), Tronel (1947), Richard du Monteiller, Boutelet (1949), Dumoulin (1957), Grange, de Swert.